# Богатое (Житомирская область)
Богатое (укр. Багате) — село на Украине, основано в 1889 году, находится в Звягельском районе Житомирской области.
Население по переписи 2001 года составляет 58 человек. Почтовый индекс — 11761. Телефонный код — 4141. Занимает площадь 0,264 км².

## Адрес местного совета
11761, Житомирская область, Новоград-Волынский р-н, с. Великий Молодьков